# Župnija Sodražica
Župnija Sodražica je rimskokatoliška teritorialna župnija dekanije Ribnica nadškofije Ljubljana.

### Farne spominske plošče
V župniji so postavljene Farne spominske plošče, na katerih so imena vaščanov iz okoliških vasi (Globel, Jelovec, Lipovšica, Podklanec, Ravni Dol, Sinovica, Sodražica, Vinice, Zamostec, Zapotok in Žimarice) ki so padli nasilne smrti na protikomunistični strani v letih 1942-1945. Skupno je na ploščah 92 imen.Med njimi je tudi učiteljica in mučenka Božja služabnica Ivanka Škrabec Novak.